# Gompholobium inconspicuum
Gompholobium inconspicuum är en ärtväxtart som beskrevs av Michael Douglas Crisp. Gompholobium inconspicuum ingår i släktet Gompholobium och familjen ärtväxter. Inga underarter finns listade i Catalogue of Life.